# Misgolas kirstiae
Misgolas kirstiae là một loài nhện trong họ Idiopidae.
Loài này thuộc chi Misgolas. Misgolas kirstiae được G. Wishart miêu tả năm 1992.